# Sphaerosepalaceae
Sphaerosepalaceae é uma família de plantas angiospérmicas (plantas com flor - divisão Magnoliophyta), pertencente à ordem Malvales.
A ordem à qual pertence esta família está por sua vez incluida na classe Magnoliopsida (Dicotiledóneas): desenvolvem portanto embriões com dois ou mais cotilédones.
Esta família é constituida por 20 espécies de árvores e arbustos distribuidas por 2 géneros. A família é endémica de Madagáscar.
Antigos sistemas de classificação colocavam esta família na ordem Theales.